# Luna (Orca)

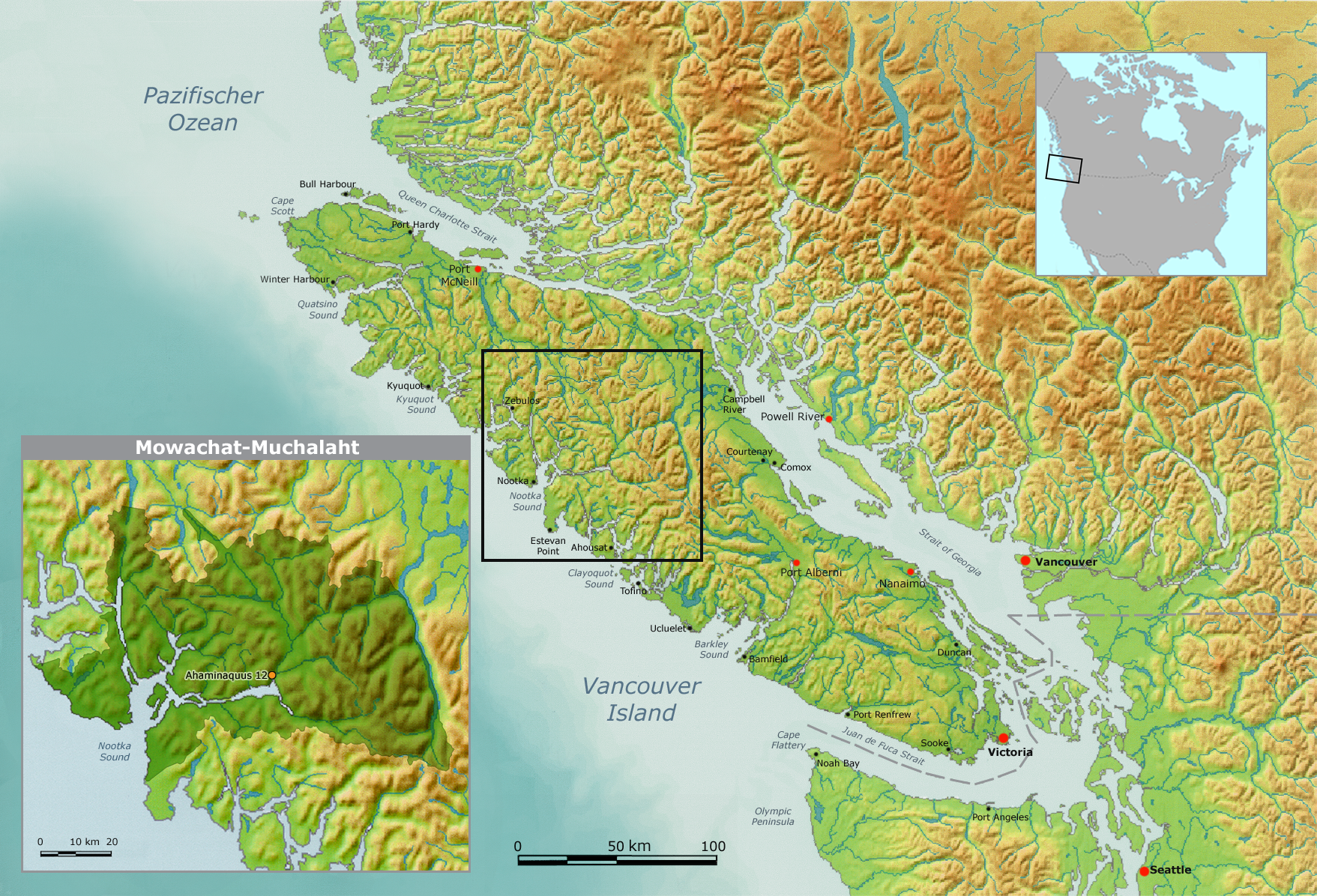
Traditionelles Territorium der Mowachaht-Muchalaht und heutiges volkreichstes Reservat

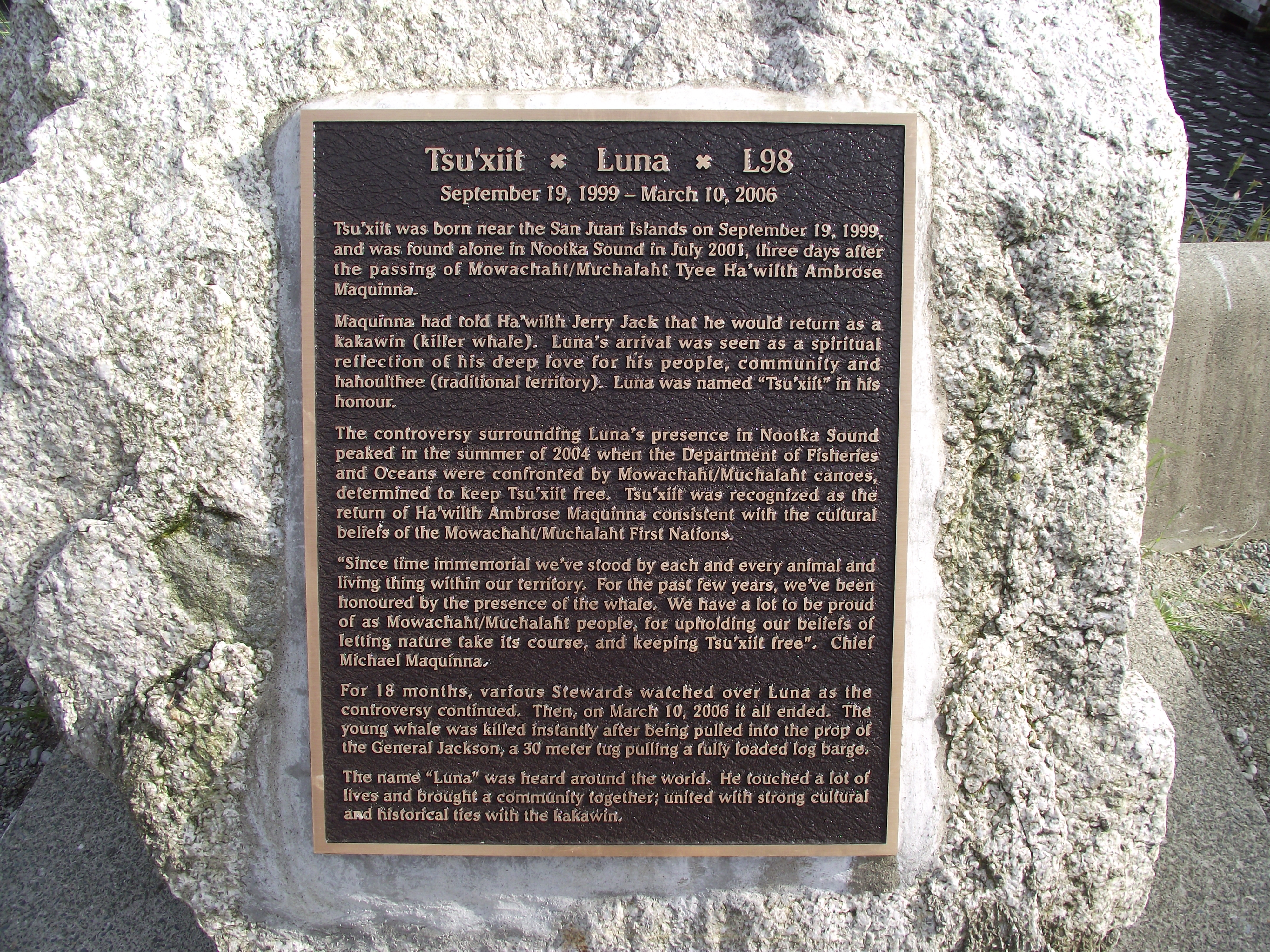
Erinnerungsplakette an Luna

Luna (* 19. September 1999; † 10. März 2006 bei Gold River), auch bekannt als L98 or Tsux'iit war ein bekannter männlicher Orca. Luna wurde früh von seiner Mutter getrennt und lebte fünf Jahre im Nootka Sound, einem Fjord von Vancouver Island.
Obwohl Luna gesund war und internationale Aufmerksamkeit erregte, gab es Befürchtungen, sein Verhalten könnte Wasserfahrzeuge und Menschen gefährden. Nach einigen Jahren der Diskussion erlaubte das Canadian Department of Fisheries and Oceans (DFO) im Juni 2004 einen Versuch, Luna mit seiner Schule zusammenzuführen. Dagegen opponierten Mowachaht-Muchalaht-Indianer, die in Luna die Reinkarnation ihres ehemaligen Häuptlings sahen. Luna blieb alleine im Nootka Sound und wurde von einer Schiffsschraube getötet.

## Herkunft
Luna wurde 1999 im Orca-Revier der San Juan Islands als Teil der Southern Resident-Schwertwal-Population im Puget Sound geboren. Die Southern Resident-Orcas sind seit den 1970ern Gegenstand wissenschaftlicher Forschung und besteht aus einem Clan mit den drei Schulen J-pod, K-pod und L-pod. Die Mitglieder der Southern-Residents-Population wurden anhand ihrer Zeichnung auf Fotos identifiziert, ihre Verwandtschaftsbeziehungen und Wanderbewegungen werden seit Jahrzehnten verfolgt. Die Southern Resident-Population bestand 1999 aus ungefähr 83 Tieren. Lunas matrilineare Familie L2 gehört zum L-Pod, bestehend aus der Matriarchin Grace (L2), Lunas Onkel Orcan (L39), Gaia (L78), Wavewalker (L88) und Lunas Mutter Splash (L67).
Am Morgen des 19. September 1999 wurde nahe den San Juan Islands ein neugeborenes Walkalb alleine mit seiner Mutter Splash gesichtet. Das Kalb erhielt gemäß den wissenschaftlichen Namenskonventionen für Orcas den Namen L98. Später am gleichen Tag wurde gesehen, wie L98 seine Mutter verließ und Orcas vom K-pod anschloss. Das Kalb kehrte erst einige Tage später zu seiner Mutter zurück. Am 26. September wurde das Walkalb beobachtet, wie er bei seiner Mutter Splash trank.
Im Jahr 2000, als das Geschlecht des Walkalbs L98 noch unbekannt war, veranstaltet eine Zeitung aus Seattle einen Namenswettbewerb, bei dem „Luna“, der lateinische Name für „Mond“, gewann.
Southern Resident Orcas verbringen den Sommer im Südosten von Vancouver Island, in der Haro-Straße, der Juan-de-Fuca-Straße und der Straße von Georgia. Sie verlassen das Gebiet im Herbst und kehren im Frühling zurück. Es ist nicht bekannt, wo sie den Winter verbringen. Sie wurden jedoch an der Pazifikküste von British Columbia im Norden bis Kalifornien im Süden gesichtet. Southern Resident Orcas gelten als gefährdet und stehen sowohl von Kanada als auch von den Vereinigten Staaten unter Schutz.
Im Winter 2000–2001 verschwanden fünf Mitglieder des L-pod. Das ist mehr als die übliche Sterberate von ein bis zwei Tieren pro Jahr.

## Nootka Sound

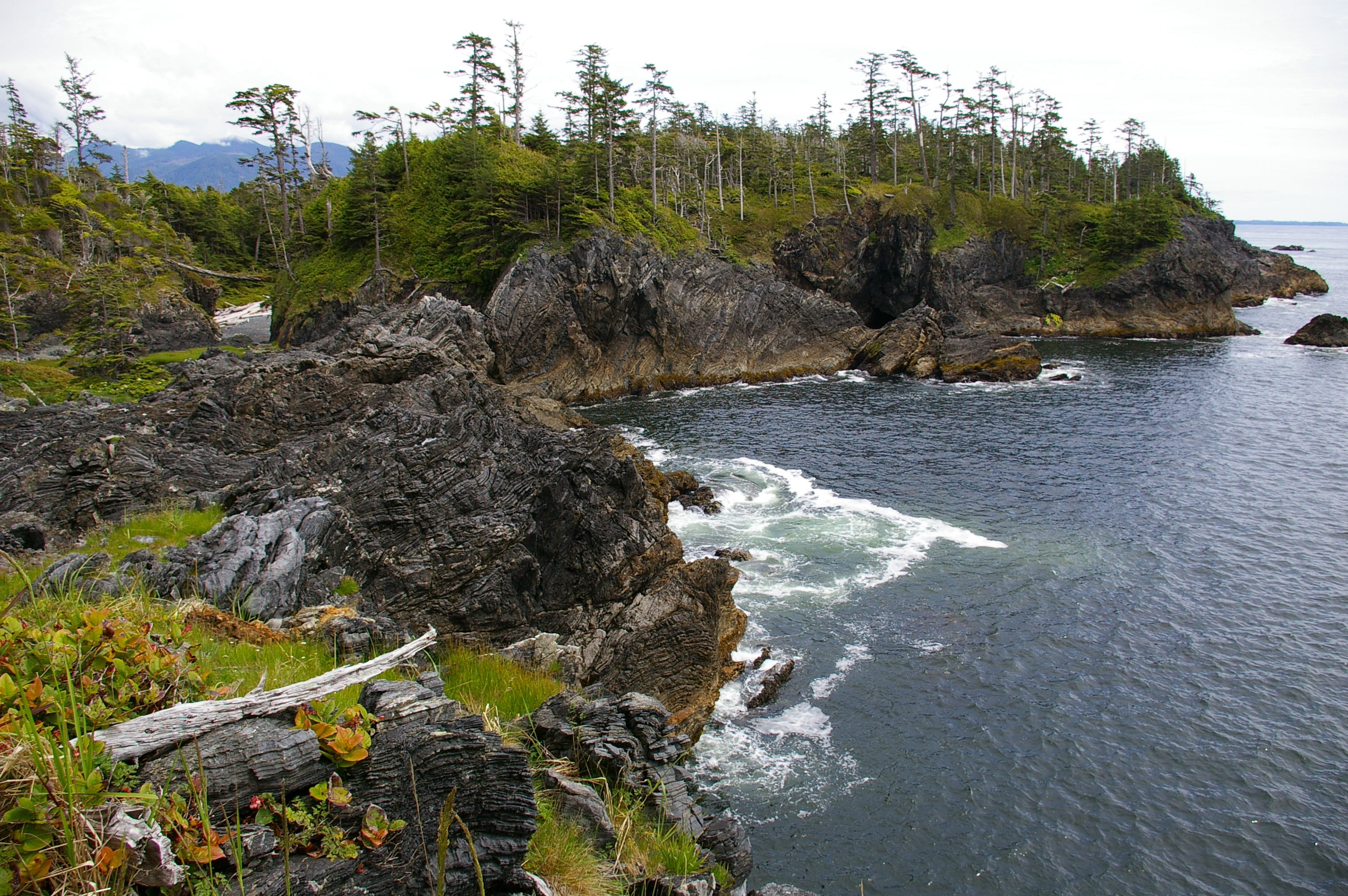
Küste am Nootka Sound

Im Juli 2001 tauchte Luna, der zu diesem Zeitpunkt ungefähr 3,7 m  lang war, alleine im  Nootka Sound wieder auf. Im Herbst schien er gesund zu sein und fraß kleine Fische.
Als Luna bei Gold River erschien, wenige Tage nach dem Tod des Häuptlings Ambrose Maguinna, betrachteten die dortigen Mowachaht-Muchalaht-Indianer ihn als dessen Reinkarnation. Dieser hatte auf dem Sterbebett prophezeit, als Schwertwal oder als Wolf zum Stamm zurückzukehren. Luna erhielt von den Mowachaht-Muchalaht den Namen „Tsux'iit“.
„Luna“, lockte Touristen aus Kanada, aber auch aus dem Ausland an. Im Sommer 2004 sollte durch das Fischereiministerium in Ottawa ein Transport des Tieres veranlasst werden. Man hatte die Herde des Muttertieres ausgemacht, die vor der kanadischen Küste von Norden nach Süden und zurückzieht. Doch die Indianer verhinderten den Transport, indem sie mit Booten auf das Meer fuhren und den Wal mit Gesängen von den Fangnetzen weglockten. Danach verwarf die Regierung ihren Plan und zahlte in der Folge Geld an die Indianer, damit diese für die Sicherheit des Tieres sorgen konnten.
Entgegen seiner Natur gewöhnte sich Luna an den Umgang mit Menschen und Booten, weshalb viele zu ihm hinausfuhren, um ihn zu streicheln. Der Wal lernte, die Bootspropeller stillzulegen, um so die Menschen länger bei sich zu haben. Diese Kontaktfreudigkeit brachte ihm aber auch Verletzungen ein.

## Tod
Luna wurde von der Schraube eines 30-Meter-Schleppers so schwer verletzt, dass er verendete. Er starb im März 2006 bei Gold River.
Kurz darauf begann eine Kontroverse um die Schuldfrage. Während Tierschützer die Fischereibehörden beschuldigten, gaben einheimische Fischer den Ureinwohnern die Schuld. Die Indianer verabschiedeten das Tier mit einer festlichen traditionellen Zeremonie. Nach ihrem Glauben ist die Seele ihres Häuptlings endgültig in die Geisterwelt eingetreten.
Nach Lunas Tod wurde bekannt, dass der von seinen Artgenossen isolierte Schwertwal, der sich häufig in der Nähe von Seelöwen aufhielt, die Lautäußerungen von Seelöwen nachahmte.